# Sargis el general
San Sargis el General o Sergius Stratelates (en armenio: Սուրբ Սարգիս Զորավար, romanizado: Surb Sargis Zoravar, Surb Sargis Zoraval; muerte en 362/3) es venerado como mártir y santo militar en la Iglesia Apostólica Armenia. El nombre de Sargis (Sarkis) es la forma armenia de Sergio (Sergios).
Según la tradición, Sargis era un general (stratelates) en el ejército romano estacionado en Capadocia, que se exilió en Persia durante el reino del emperador romano pagano Juliano. Allí cayó en desgracia con el sha Sapor II y murió asesinado junto con su hijo, Martiros, durante la persecución de los cuarenta años de Sapor.
Sargis el General no debe confundirse con Sergio, el compañero de Baco, quien fue martirizado en el Imperio Romano a comienzos del siglo IV. Existe también una hagiografía armenia de Sergio y Baco.

## Hagiografía
La Historia de la vida de San Sargis el General, la descripción principal de la vida y martirio de Sargis y de su hijo, fue comisionada por el Patriarca Nersēs Šnorhali (1102-1173). Según su propio relato, Nersēs recibió una solicitud de Grigor Tutēordi, un monje del monasterio de Haghpat, para escribir un relato de la vida del santo pues los georgianos habían estado poniendo en cuestión los orígenes del santo. Luego, Nerses consiguió una traducción al armenio de una hagiografía siríaca del monasterio de Mar Bar Sauma en Melitene. Nersēs hizo algunas enmiendas leves a este texto y se lo envió a Grigor.
La prominencia de la providencia divina y lo sobrenatural sugieren que la Historia de la Vida, tal y como llegó a nuestros tiempos, fue escrita mucho después de que supuestamente ocurrieran los hechos que narra.

## Vida
Se sabe poco de los orígenes y los primeros años de Sargis. Según la tradición, vivió durante el siglo IV d. C., y era griego de Capadocia. El emperador romano Constantino el Grande lo nombró General en Jefe de la región de Capadocia limítrofe con Armenia. Tenía fama de ser hombre de piedad, fe y valor, y usó su posición para promover el crecimiento espiritual, enseñando el evangelio y alentando la edificación de iglesias.
Juliano el Apóstata, sobrino de Constantino, se convirtió en emperador en 361 y empezó a perseguir a los cristianos por todo el Imperio Romano.Sargis, profundamente preocupado por estos eventos, rezó por una solución. Se dice que Jesús se le apareció y le dijo las palabras: "Es tiempo de que dejes tu país y tu clan, como lo hizo Abraham el Patriarca, y vayas a un país que te mostraré. Allí recibirás la corona de justicia preparada para ti." Sargis renunció entonces a su posición y autoridad militar y, junto con su hijo San Martiros, buscó refugio en Armenia bajo la protección del rey Tiran (Tigranes VII). Cuando Juliano y su ejército avanzaron hacia Antioquía, Siria, masacrando cristianos, Tiran instó a Sargis y a Martiros a que abandonaran Armenia y se fueran al Imperio sasánida.
El emperador sasánida Sapor II, al saber de la reputación de Sargis como hábil comandante militar, lo nombró para que comandara el ejército sasánida. Sargis le daba el crédito a Dios por sus victorias militares, que incluyeron repeler las tropas de Juliano, impidiendo que entraran al reino de Sapor. Sargis instó a las tropas que lo acompañaban a creer en Dios, para que sus corazones nunca se conmovieran.
Algunos de los soldados de Sargis fueron bautizados por sacerdotes que viajaban con el ejército sasánida, pero otros que no se habían bautizados fueron con Sapor II y le hablaron de las creencias religiosas de Sargis. Al descubrir que Sargis era cristiano, Sapor lo convocó a su palacio junto con su hijo Martiros y los 14 soldados que habían sido recién bautizados, con la intención de poner a prueba su fe.

## Martirio

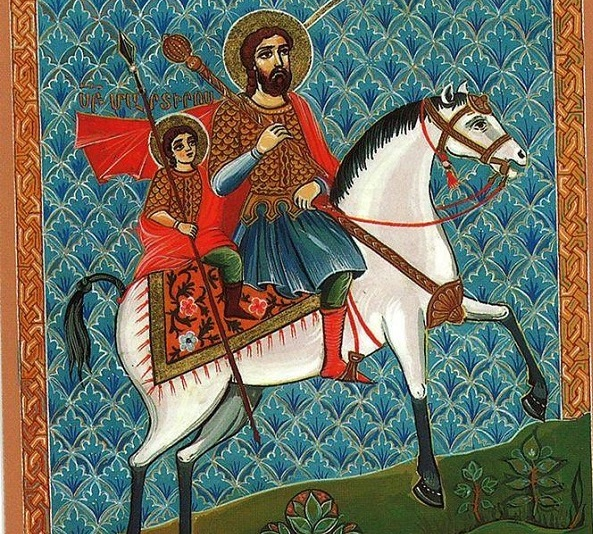
San Sargis y su hijo San Martiros a caballo.

Sapor le ordenó a Sargis, Martiros y sus 14 compañeros que participaran en una ceremonia zoroástrica en un templo de fuego, y que ofrecieran sacrificios allí. Sargis se rehusó a obedecer las órdenes de Sapor y le dijo: “Debemos adorar a un solo Dios: la Santísima Trinidad, que ha creado la tierra y el cielo. El fuego o los ídolos no son dioses y el ser humano puede destruirlos."
Cuando Sargis le hubo respondido así al rey sasánida, empezó a destruir todos los objetos del templo de fuego. Esto molestó a la multitud que los rodeaba que cayó sobre él y su hijo. Sapor, indignado por los actos de Sargis, ordenó que mataran a su hijo Martiros ante sus ojos y que decapitaran a sus 14 soldados. Sargis fue puesto en prisión, pero cuando Sapor se enteró de que Sargis se había fortalecido por su relación con su Señor en prisión, se indignó y ordenó su ejecución.
En la ejecución, Sargis empezó a orar y un ángel descendió del cielo y le dijo: "Sé fuerte. No temas a quienes matan tu cuerpo; pues la puerta del Reino de los Cielos está abierta para ti." Sargis, entendiendo la visión del ángel y el significado de la vida eterna, hizo una última súplica apasionada para que la gente aceptara a Jesús, y luego fue asesinado. Al morir, según la tradición, una luz misteriosa apareció sobre su cuerpo.
Los leales seguidores que le quedaban pidieron su cuerpo, lo envolvieron en sábanas limpias y, finalmente, lo enviaron a Asiria, donde permaneció hasta el siglo V. San Mesrob regresó las reliquias a Armenia, a la aldea de Ushi, en donde se construyó el Monasterio de San Sargis de Ushi sobre las reliquias. Los museos de la Madre Sede de Santa Etchmiadzin mantienen en la actualidad en su colección las reliquias de San Sargis, tras ser descubiertas durante la excavación de la iglesia de San Sargis en la aldea de Ushi en 1999.

## Veneración
San Sargis es uno de los santos más queridos en la cultura armenia moderna, y es el santo patrón armenio del amor y la juventud, de manera similar a San Valentín. Su fiesta es una fiesta movible, que se celebra entre el 11 de enero y el 15 de febrero. Cada año, justo antes de su fiesta, tiene lugar el Ayuno de los Catecúmenos de cinco días, que fue establecido por San Gregorio el Iluminador.
En el día de la fiesta de Sargis, en todas las iglesias dedicadas a él se celebra la Divina Liturgia, y una ceremonia litúrgica especial de bendición de los jóvenes.
La catedral de San Sargis, en Ereván, está dedicada a él. También existían iglesias dedicadas a él en Adiguzel, Xnjorgin, Ahamar, Karavans, Hiwrcuk, Paxur, Hurur, Kehs, Kotenc, Bales, Alamek, Xultik, Kaynameran, Xonjalu y Ernkani. Era especialmente venerado en las regiones de Bitlis y Xizan. A tal tamaño llegaba su veneración que incluso ha entrado en el folclore kurdo.

## Costumbres
La noche previa al día de su fiesta, los fieles colocan una bandeja llena de harina o avena cocida frente a sus puertas, creyendo que al pasar frente a su puerta al amanecer, Sargis dejará la huella de su caballo en la harina, simbolizando que se cumplirán sus sueños.
En la víspera de la fiesta los jóvenes comen galletas saladas y se abstienen de beber agua, para así inducir la aparición de su futura novia o novio en sus sueños, trayéndoles agua. Tales galletas saladas reciben el nombre de Aghablit de San Sargis. Tradicionalmente eran consumidas por las chicas, pero ahora la práctica se ha extendido también a los varones.
En el día mismo de la fiesta se come Halva de San Sargis, un pastel dulce relleno de frutas y nueces, muy popular en las comunidades armenias para simbolizar las bendiciones que trae el santo.